# Zofija Mazej Kukovič
Zofija Mazej Kukovič (Črna na Koroškem, 14 maggio 1955) è una politica slovena.
È stata Ministro della Salute dal settembre 2007 al novembre 2008 nel governo di Janez Janša.
Alle elezioni europee del 2009 si è candidata al Parlamento Europeo nelle file del Partito Democratico Sloveno, senza risultare eletta. È diventata europarlamentare nel 2011 come 8° membro sloveno, con l'entrata in vigore del Trattato di Lisbona.
È membro della "Commissione per l'ambiente, la sanità pubblica e la sicurezza alimentare" e della "Delegazione per le relazioni con l'India", e membro sostituto della "Commissione per l'industria, la ricerca e l'energia" e della "Delegazione per le relazioni con il Sudafrica".